# Hugh Farquharson
Hugh Farquharson, född 14 november 1911, död 27 mars 1985, var en kanadensisk ishockeyspelare.
Farquharson blev olympisk silvermedaljör i ishockey vid vinterspelen 1936 i Garmisch-Partenkirchen.